# Łabędź (jezioro)
Łabędź – jezioro w Polsce, położone w województwie warmińsko-mazurskim, w powiecie iławskim, w gminie Iława.

## Morfometria
Łabędź ma powierzchnię 308,4 ha. Długość zbiornika wynosi 3,75 km, szerokość natomiast 1,4 km. Głębokość średnia jeziora to 3,6 m, a maksymalna 10,5 m. Linia brzegowa jest silnie rozwinięta i ma długość 14,82 km.

## Charakterystyka
Na jeziorze znajduje się 5 małych wysp. Jezioro jest wydłużone z północnego wschodu na południowy zachód. Przy północno-wschodnim brzegu znajduje się dość duża zatoka, a przy środkowej części brzegu zachodniego długa i wąska odnoga, połączona ciekiem z Iławką. Z południowego krańca jeziora wypływa ciek do jeziora iławskiego. Brzegi jeziora są płaskie, miejscami podmokłe jedynie obrzeże północno-wschodnie jest strome. Dno jest zamulone w większości zarośnięte roślinnością wodną. Ploso północno-wschodnie i odnoga zachodnia jest fazie zarastania. Łabędź to zbiornik o typie sandaczowym, wśród ryb przeważa tu leszcz, sandacz i płoć. Obszar jeziora stanowi łowisko specjalne.
Zlewnia posiada zróżnicowaną rzeźbę od płaskiej do pagórkowatej. Znaczną jej część stanowią podmokłe równiny, lasy pokrywają 25% powierzchni. W zlewni zajmującej 325 ha przeważają łąki, pastwiska i nieużytki (50%) oraz grunty orne (40%). Łabędź nie przyjmuje zanieczyszczeń ze źródeł punktowych.
Jezioro jest położone w odległości około 5 km w kierunku północno-wschodnim od Iławy. Od strony południowo-wschodniej, wzdłuż brzegu zbiornika przebiega droga krajowa nr 16 oraz linia kolejowa łącząca Iławę i Ostródę. Nad północnymi brzegami Łabędzia znajdują się miejscowości: Kamień Duży, Kamień Mały i Windyki. W pobliżu, od strony wschodniej, wieś Rudzienice, a od południowej Nowa Wieś.